# Liste des planètes mineures (670001-671000)
Voici la liste des planètes mineures numérotées de 670001 à 671000. Les planètes mineures sont numérotées lorsque leur orbite est confirmée, ce qui peut parfois se produire longtemps après leur découverte. Elles sont classées ici par leur numéro.

## Planètes mineures 670001 à 671000
- (670001) 2013 EV73
- (670002) 2013 ES74
- (670003) 2013 EV74
- (670004) 2013 EY78
- (670005) 2013 EA79
- (670006) 2013 EO79
- (670007) 2013 EO84
- (670008) 2013 ER84
- (670009) 2013 EY87
- (670010) 2013 EB88
- (670011) 2013 EH89
- (670012) 2013 EJ90
- (670013) 2013 ED93
- (670014) 2013 EO94
- (670015) 2013 EO95
- (670016) 2013 EY95
- (670017) 2013 EU96
- (670018) 2013 EG98
- (670019) 2013 EN100
- (670020) 2013 EF101
- (670021) 2013 EJ102
- (670022) 2013 EE103
- (670023) 2013 EM103
- (670024) 2013 EH104
- (670025) 2013 ET108
- (670026) 2013 EB111
- (670027) 2013 ED112
- (670028) 2013 EN113
- (670029) 2013 EO113
- (670030) 2013 EE114
- (670031) 2013 EA118
- (670032) 2013 EW118
- (670033) 2013 ER119
- (670034) 2013 EY120
- (670035) 2013 EO121
- (670036) 2013 EW123
- (670037) 2013 EY125
- (670038) 2013 EA128
- (670039) 2013 EM131
- (670040) 2013 EF134
- (670041) 2013 EA142
- (670042) 2013 EE157
- (670043) 2013 EL158
- (670044) 2013 EC159
- (670045) 2013 EE159
- (670046) 2013 EP159
- (670047) 2013 EH160
- (670048) 2013 EV160
- (670049) 2013 EQ162
- (670050) 2013 EY162
- (670051) 2013 ED163
- (670052) 2013 EB164
- (670053) 2013 EH165
- (670054) 2013 EH167
- (670055) 2013 EG168
- (670056) 2013 EX168
- (670057) 2013 EU169
- (670058) 2013 EM172
- (670059) 2013 EM177
- (670060) 2013 EY177
- (670061) 2013 FO
- (670062) 2013 FW2
- (670063) 2013 FX2
- (670064) 2013 FG10
- (670065) 2013 FM10
- (670066) 2013 FS10
- (670067) 2013 FC12
- (670068) 2013 FS12
- (670069) 2013 FH13
- (670070) 2013 FH15
- (670071) 2013 FL17
- (670072) 2013 FF18
- (670073) 2013 FR18
- (670074) 2013 FQ19
- (670075) 2013 FO20
- (670076) 2013 FK30
- (670077) 2013 FB32
- (670078) 2013 FW32
- (670079) 2013 FO33
- (670080) 2013 FR33
- (670081) 2013 FU34
- (670082) 2013 FX36
- (670083) 2013 FL39
- (670084) 2013 GH1
- (670085) 2013 GJ2
- (670086) 2013 GN4
- (670087) 2013 GQ4
- (670088) 2013 GA7
- (670089) 2013 GC8
- (670090) 2013 GX10
- (670091) 2013 GF12
- (670092) 2013 GJ12
- (670093) 2013 GG13
- (670094) 2013 GJ14
- (670095) 2013 GN17
- (670096) 2013 GR26
- (670097) 2013 GF27
- (670098) 2013 GN27
- (670099) 2013 GJ30
- (670100) 2013 GH31
- (670101) 2013 GR33
- (670102) 2013 GP34
- (670103) 2013 GG40
- (670104) 2013 GX40
- (670105) 2013 GY40
- (670106) 2013 GZ40
- (670107) 2013 GG48
- (670108) 2013 GM49
- (670109) 2013 GP50
- (670110) 2013 GQ50
- (670111) 2013 GY50
- (670112) 2013 GC51
- (670113) 2013 GW52
- (670114) 2013 GR53
- (670115) 2013 GB54
- (670116) 2013 GD54
- (670117) 2013 GM56
- (670118) 2013 GE57
- (670119) 2013 GR58
- (670120) 2013 GV60
- (670121) 2013 GM64
- (670122) 2013 GQ66
- (670123) 2013 GM72
- (670124) 2013 GA75
- (670125) 2013 GL75
- (670126) 2013 GT76
- (670127) 2013 GD78
- (670128) 2013 GG80
- (670129) 2013 GS82
- (670130) 2013 GR83
- (670131) 2013 GX84
- (670132) 2013 GX86
- (670133) 2013 GJ87
- (670134) 2013 GM94
- (670135) 2013 GA95
- (670136) 2013 GY96
- (670137) 2013 GY98
- (670138) 2013 GL100
- (670139) 2013 GX103
- (670140) 2013 GS104
- (670141) 2013 GO105
- (670142) 2013 GV106
- (670143) 2013 GZ107
- (670144) 2013 GJ109
- (670145) 2013 GU110
- (670146) 2013 GQ111
- (670147) 2013 GA112
- (670148) 2013 GT112
- (670149) 2013 GO113
- (670150) 2013 GF114
- (670151) 2013 GT114
- (670152) 2013 GA115
- (670153) 2013 GW116
- (670154) 2013 GR117
- (670155) 2013 GW128
- (670156) 2013 GV129
- (670157) 2013 GY130
- (670158) 2013 GC132
- (670159) 2013 GR135
- (670160) 2013 GR138
- (670161) 2013 GH142
- (670162) 2013 GJ142
- (670163) 2013 GS142
- (670164) 2013 GV142
- (670165) 2013 GS143
- (670166) 2013 GV143
- (670167) 2013 GZ144
- (670168) 2013 GA147
- (670169) 2013 GG147
- (670170) 2013 GR147
- (670171) 2013 GD148
- (670172) 2013 GH148
- (670173) 2013 GM152
- (670174) 2013 GT152
- (670175) 2013 GH154
- (670176) 2013 GX156
- (670177) 2013 GY167
- (670178) 2013 HD
- (670179) 2013 HD2
- (670180) 2013 HO2
- (670181) 2013 HY2
- (670182) 2013 HB3
- (670183) 2013 HN3
- (670184) 2013 HH4
- (670185) 2013 HZ5
- (670186) 2013 HJ6
- (670187) 2013 HM6
- (670188) 2013 HS6
- (670189) 2013 HT6
- (670190) 2013 HA9
- (670191) 2013 HR10
- (670192) 2013 HE11
- (670193) 2013 HV11
- (670194) 2013 HV16
- (670195) 2013 HF20
- (670196) 2013 HV23
- (670197) 2013 HC24
- (670198) 2013 HB25
- (670199) 2013 HM27
- (670200) 2013 HK30
- (670201) 2013 HJ34
- (670202) 2013 HR35
- (670203) 2013 HD42
- (670204) 2013 HY43
- (670205) 2013 HM50
- (670206) 2013 HL52
- (670207) 2013 HZ65
- (670208) 2013 HD67
- (670209) 2013 HL73
- (670210) 2013 HX77
- (670211) 2013 HG84
- (670212) 2013 HV84
- (670213) 2013 HJ87
- (670214) 2013 HL87
- (670215) 2013 HR89
- (670216) 2013 HD91
- (670217) 2013 HK92
- (670218) 2013 HF93
- (670219) 2013 HG94
- (670220) 2013 HC102
- (670221) 2013 HN103
- (670222) 2013 HO103
- (670223) 2013 HE104
- (670224) 2013 HK104
- (670225) 2013 HJ108
- (670226) 2013 HV109
- (670227) 2013 HX111
- (670228) 2013 HL116
- (670229) 2013 HE118
- (670230) 2013 HM119
- (670231) 2013 HS119
- (670232) 2013 HC120
- (670233) 2013 HJ120
- (670234) 2013 HQ120
- (670235) 2013 HQ122
- (670236) 2013 HR123
- (670237) 2013 HN124
- (670238) 2013 HC127
- (670239) 2013 HW127
- (670240) 2013 HQ144
- (670241) 2013 HW154
- (670242) 2013 HW158
- (670243) 2013 JB
- (670244) 2013 JD
- (670245) 2013 JG
- (670246) 2013 JE1
- (670247) 2013 JJ1
- (670248) 2013 JY1
- (670249) 2013 JP3
- (670250) 2013 JH4
- (670251) 2013 JX4
- (670252) 2013 JM6
- (670253) 2013 JR6
- (670254) 2013 JT8
- (670255) 2013 JA9
- (670256) 2013 JY14
- (670257) 2013 JN18
- (670258) 2013 JT19
- (670259) 2013 JN23
- (670260) 2013 JE27
- (670261) 2013 JT29
- (670262) 2013 JU29
- (670263) 2013 JB30
- (670264) 2013 JZ32
- (670265) 2013 JG33
- (670266) 2013 JU39
- (670267) 2013 JB41
- (670268) 2013 JX42
- (670269) 2013 JG44
- (670270) 2013 JK45
- (670271) 2013 JR46
- (670272) 2013 JV47
- (670273) 2013 JP50
- (670274) 2013 JN59
- (670275) 2013 JS61
- (670276) 2013 JT67
- (670277) 2013 JN71
- (670278) 2013 JF74
- (670279) 2013 JU78
- (670280) 2013 JN79
- (670281) 2013 KZ6
- (670282) 2013 KK8
- (670283) 2013 KJ12
- (670284) 2013 KS12
- (670285) 2013 KW13
- (670286) 2013 KX16
- (670287) 2013 KX17
- (670288) 2013 LU
- (670289) 2013 LN2
- (670290) 2013 LF4
- (670291) 2013 LH9
- (670292) 2013 LY11
- (670293) 2013 LG13
- (670294) 2013 LS15
- (670295) 2013 LH16
- (670296) 2013 LQ18
- (670297) 2013 LZ21
- (670298) 2013 LV23
- (670299) 2013 LM29
- (670300) 2013 LZ31
- (670301) 2013 LA33
- (670302) 2013 LR35
- (670303) 2013 LM37
- (670304) 2013 LW40
- (670305) 2013 LG41
- (670306) 2013 MZ3
- (670307) 2013 MF4
- (670308) 2013 MM11
- (670309) 2013 MZ15
- (670310) 2013 MX17
- (670311) 2013 ML18
- (670312) 2013 MG19
- (670313) 2013 MQ20
- (670314) 2013 MA23
- (670315) 2013 NZ5
- (670316) 2013 NN14
- (670317) 2013 NZ14
- (670318) 2013 NO16
- (670319) 2013 NN17
- (670320) 2013 NL27
- (670321) 2013 NT33
- (670322) 2013 NB36
- (670323) 2013 NR39
- (670324) 2013 NS39
- (670325) 2013 NX40
- (670326) 2013 NO46
- (670327) 2013 NO48
- (670328) 2013 NR58
- (670329) 2013 NT59
- (670330) 2013 NU62
- (670331) 2013 NE64
- (670332) 2013 NG66
- (670333) 2013 NA67
- (670334) 2013 NO71
- (670335) 2013 OK8
- (670336) 2013 OW11
- (670337) 2013 OQ12
- (670338) 2013 OL13
- (670339) 2013 OM13
- (670340) 2013 OL14
- (670341) 2013 OO17
- (670342) 2013 PN3
- (670343) 2013 PU3
- (670344) 2013 PG4
- (670345) 2013 PX7
- (670346) 2013 PY9
- (670347) 2013 PZ9
- (670348) 2013 PW11
- (670349) 2013 PH14
- (670350) 2013 PC16
- (670351) 2013 PE18
- (670352) 2013 PV18
- (670353) 2013 PY18
- (670354) 2013 PU21
- (670355) 2013 PA23
- (670356) 2013 PU24
- (670357) 2013 PD32
- (670358) 2013 PL32
- (670359) 2013 PP34
- (670360) 2013 PG48
- (670361) 2013 PB52
- (670362) 2013 PO52
- (670363) 2013 PO57
- (670364) 2013 PQ61
- (670365) 2013 PB68
- (670366) 2013 PC69
- (670367) 2013 PR72
- (670368) 2013 PW73
- (670369) 2013 PQ75
- (670370) 2013 PU76
- (670371) 2013 PH78
- (670372) 2013 PT81
- (670373) 2013 PH83
- (670374) 2013 PM84
- (670375) 2013 PW84
- (670376) 2013 PR85
- (670377) 2013 PN96
- (670378) 2013 PW117
- (670379) 2013 PL118
- (670380) 2013 QP3
- (670381) 2013 QN7
- (670382) 2013 QU11
- (670383) 2013 QD12
- (670384) 2013 QT20
- (670385) 2013 QK25
- (670386) 2013 QJ27
- (670387) 2013 QR32
- (670388) 2013 QH33
- (670389) 2013 QW34
- (670390) 2013 QR44
- (670391) 2013 QQ47
- (670392) 2013 QO50
- (670393) 2013 QS52
- (670394) 2013 QW55
- (670395) 2013 QX60
- (670396) 2013 QY61
- (670397) 2013 QU63
- (670398) 2013 QP66
- (670399) 2013 QG69
- (670400) 2013 QM70
- (670401) 2013 QZ70
- (670402) 2013 QX77
- (670403) 2013 QJ79
- (670404) 2013 QO81
- (670405) 2013 QS81
- (670406) 2013 QV83
- (670407) 2013 QC89
- (670408) 2013 QW93
- (670409) 2013 QX93
- (670410) 2013 QF94
- (670411) 2013 QC95
- (670412) 2013 QM96
- (670413) 2013 QD98
- (670414) 2013 QP103
- (670415) 2013 RH18
- (670416) 2013 RV28
- (670417) 2013 RM31
- (670418) 2013 RR32
- (670419) 2013 RO34
- (670420) 2013 RB38
- (670421) 2013 RG39
- (670422) 2013 RV43
- (670423) 2013 RA47
- (670424) 2013 RJ48
- (670425) 2013 RJ50
- (670426) 2013 RB51
- (670427) 2013 RA53
- (670428) 2013 RC54
- (670429) 2013 RA60
- (670430) 2013 RX60
- (670431) 2013 RH61
- (670432) 2013 RP61
- (670433) 2013 RJ62
- (670434) 2013 RB67
- (670435) 2013 RY71
- (670436) 2013 RJ80
- (670437) 2013 RV82
- (670438) 2013 RH84
- (670439) 2013 RQ89
- (670440) 2013 RO92
- (670441) 2013 RP96
- (670442) 2013 RS96
- (670443) 2013 RV96
- (670444) 2013 RG97
- (670445) 2013 RN97
- (670446) 2013 RW99
- (670447) 2013 RO100
- (670448) 2013 RC103
- (670449) 2013 RO105
- (670450) 2013 RW106
- (670451) 2013 RR107
- (670452) 2013 RN108
- (670453) 2013 RU109
- (670454) 2013 RQ110
- (670455) 2013 RF111
- (670456) 2013 RH113
- (670457) 2013 RY113
- (670458) 2013 RY114
- (670459) 2013 RR118
- (670460) 2013 RU125
- (670461) 2013 RH128
- (670462) 2013 RY131
- (670463) 2013 RM134
- (670464) 2013 RB139
- (670465) 2013 RG142
- (670466) 2013 RV142
- (670467) 2013 RW143
- (670468) 2013 SN1
- (670469) 2013 SS7
- (670470) 2013 SM18
- (670471) 2013 SX20
- (670472) 2013 SZ20
- (670473) 2013 SS23
- (670474) 2013 ST23
- (670475) 2013 SP26
- (670476) 2013 SQ30
- (670477) 2013 SG31
- (670478) 2013 SE38
- (670479) 2013 SK39
- (670480) 2013 SA43
- (670481) 2013 SR43
- (670482) 2013 SC44
- (670483) 2013 SZ46
- (670484) 2013 SF52
- (670485) 2013 SW52
- (670486) 2013 SJ54
- (670487) 2013 SL54
- (670488) 2013 SU56
- (670489) 2013 SX56
- (670490) 2013 SO61
- (670491) 2013 SZ65
- (670492) 2013 SX70
- (670493) 2013 SC73
- (670494) 2013 SQ76
- (670495) 2013 SR78
- (670496) 2013 SW80
- (670497) 2013 SO84
- (670498) 2013 SC85
- (670499) 2013 SU85
- (670500) 2013 SH88
- (670501) 2013 SJ88
- (670502) 2013 ST92
- (670503) 2013 SU94
- (670504) 2013 SB96
- (670505) 2013 SF98
- (670506) 2013 ST101
- (670507) 2013 TC3
- (670508) 2013 TB4
- (670509) 2013 TD10
- (670510) 2013 TN12
- (670511) 2013 TP16
- (670512) 2013 TN17
- (670513) 2013 TU24
- (670514) 2013 TX27
- (670515) 2013 TB43
- (670516) 2013 TF52
- (670517) 2013 TH54
- (670518) 2013 TL54
- (670519) 2013 TS54
- (670520) 2013 TG58
- (670521) 2013 TJ58
- (670522) 2013 TN60
- (670523) 2013 TT60
- (670524) 2013 TP61
- (670525) 2013 TS62
- (670526) 2013 TQ68
- (670527) 2013 TD73
- (670528) 2013 TG73
- (670529) 2013 TF74
- (670530) 2013 TK74
- (670531) 2013 TD90
- (670532) 2013 TL90
- (670533) 2013 TZ93
- (670534) 2013 TJ94
- (670535) 2013 TT104
- (670536) 2013 TT109
- (670537) 2013 TV111
- (670538) 2013 TH114
- (670539) 2013 TO115
- (670540) 2013 TX115
- (670541) 2013 TK116
- (670542) 2013 TH118
- (670543) 2013 TC119
- (670544) 2013 TZ121
- (670545) 2013 TE125
- (670546) 2013 TW137
- (670547) 2013 TY142
- (670548) 2013 TH143
- (670549) 2013 TG160
- (670550) 2013 TM160
- (670551) 2013 TF162
- (670552) 2013 TB163
- (670553) 2013 TH164
- (670554) 2013 TS164
- (670555) 2013 TK165
- (670556) 2013 TR165
- (670557) 2013 TN167
- (670558) 2013 TD169
- (670559) 2013 TL170
- (670560) 2013 TY170
- (670561) 2013 TK171
- (670562) 2013 TN172
- (670563) 2013 TF173
- (670564) 2013 TF174
- (670565) 2013 TA175
- (670566) 2013 TF175
- (670567) 2013 TQ175
- (670568) 2013 TT176
- (670569) 2013 TA177
- (670570) 2013 TR177
- (670571) 2013 TJ178
- (670572) 2013 TK182
- (670573) 2013 TA184
- (670574) 2013 TG188
- (670575) 2013 TJ192
- (670576) 2013 TV195
- (670577) 2013 TG199
- (670578) 2013 TS199
- (670579) 2013 TW209
- (670580) 2013 TQ213
- (670581) 2013 TA220
- (670582) 2013 TH220
- (670583) 2013 TU220
- (670584) 2013 TV229
- (670585) 2013 TU235
- (670586) 2013 TF236
- (670587) 2013 TM240
- (670588) 2013 UG
- (670589) 2013 UH3
- (670590) 2013 UX12
- (670591) 2013 UW14
- (670592) 2013 UB16
- (670593) 2013 UJ19
- (670594) 2013 UK21
- (670595) 2013 UO22
- (670596) 2013 UW22
- (670597) 2013 UK23
- (670598) 2013 UU23
- (670599) 2013 US24
- (670600) 2013 UC25
- (670601) 2013 UP28
- (670602) 2013 UB30
- (670603) 2013 UW33
- (670604) 2013 UL34
- (670605) 2013 UU40
- (670606) 2013 UZ49
- (670607) 2013 UT54
- (670608) 2013 UZ55
- (670609) 2013 VN2
- (670610) 2013 VK5
- (670611) 2013 VU10
- (670612) 2013 VQ15
- (670613) 2013 VR15
- (670614) 2013 VJ18
- (670615) 2013 VG23
- (670616) 2013 VZ26
- (670617) 2013 VQ27
- (670618) 2013 VS27
- (670619) 2013 VM28
- (670620) 2013 VY28
- (670621) 2013 VL30
- (670622) 2013 VA32
- (670623) 2013 VJ32
- (670624) 2013 VT32
- (670625) 2013 VZ32
- (670626) 2013 VO33
- (670627) 2013 VV33
- (670628) 2013 VU34
- (670629) 2013 VX34
- (670630) 2013 VA35
- (670631) 2013 VB35
- (670632) 2013 VQ36
- (670633) 2013 VP37
- (670634) 2013 VL39
- (670635) 2013 VS39
- (670636) 2013 VP40
- (670637) 2013 VA41
- (670638) 2013 VA42
- (670639) 2013 VT51
- (670640) 2013 VL64
- (670641) 2013 VM78
- (670642) 2013 WG
- (670643) 2013 WP1
- (670644) 2013 WG2
- (670645) 2013 WH6
- (670646) 2013 WG7
- (670647) 2013 WP7
- (670648) 2013 WD20
- (670649) 2013 WV27
- (670650) 2013 WS28
- (670651) 2013 WM29
- (670652) 2013 WZ29
- (670653) 2013 WG36
- (670654) 2013 WY36
- (670655) 2013 WR38
- (670656) 2013 WZ40
- (670657) 2013 WX41
- (670658) 2013 WK42
- (670659) 2013 WD43
- (670660) 2013 WM45
- (670661) 2013 WO45
- (670662) 2013 WG46
- (670663) 2013 WC51
- (670664) 2013 WX52
- (670665) 2013 WG59
- (670666) 2013 WC64
- (670667) 2013 WF66
- (670668) 2013 WS66
- (670669) 2013 WH68
- (670670) 2013 WT71
- (670671) 2013 WH77
- (670672) 2013 WA78
- (670673) 2013 WV78
- (670674) 2013 WM80
- (670675) 2013 WE81
- (670676) 2013 WG81
- (670677) 2013 WL84
- (670678) 2013 WB86
- (670679) 2013 WZ88
- (670680) 2013 WB94
- (670681) 2013 WD94
- (670682) 2013 WA98
- (670683) 2013 WY99
- (670684) 2013 WH100
- (670685) 2013 WQ100
- (670686) 2013 WT106
- (670687) 2013 WE107
- (670688) 2013 WE108
- (670689) 2013 WL111
- (670690) 2013 WY113
- (670691) 2013 WV114
- (670692) 2013 WT117
- (670693) 2013 WL118
- (670694) 2013 WM120
- (670695) 2013 WP120
- (670696) 2013 WD125
- (670697) 2013 WY126
- (670698) 2013 WD129
- (670699) 2013 WW137
- (670700) 2013 WG141
- (670701) 2013 WO143
- (670702) 2013 XD
- (670703) 2013 XS1
- (670704) 2013 XC3
- (670705) 2013 XO9
- (670706) 2013 XM10
- (670707) 2013 XU20
- (670708) 2013 XE21
- (670709) 2013 XE23
- (670710) 2013 XB24
- (670711) 2013 XB27
- (670712) 2013 XU28
- (670713) 2013 XA29
- (670714) 2013 XG29
- (670715) 2013 XH29
- (670716) 2013 XS29
- (670717) 2013 XG33
- (670718) 2013 XQ34
- (670719) 2013 XK39
- (670720) 2013 XK40
- (670721) 2013 YQ
- (670722) 2013 YV
- (670723) 2013 YD2
- (670724) 2013 YK7
- (670725) 2013 YO7
- (670726) 2013 YP10
- (670727) 2013 YL11
- (670728) 2013 YV11
- (670729) 2013 YV16
- (670730) 2013 YX16
- (670731) 2013 YO22
- (670732) 2013 YM30
- (670733) 2013 YZ30
- (670734) 2013 YY36
- (670735) 2013 YU42
- (670736) 2013 YT43
- (670737) 2013 YW43
- (670738) 2013 YH45
- (670739) 2013 YL45
- (670740) Mihailsandu
- (670741) 2013 YL51
- (670742) 2013 YK53
- (670743) 2013 YT55
- (670744) Karsh
- (670745) 2013 YQ59
- (670746) 2013 YB60
- (670747) 2013 YO63
- (670748) 2013 YJ65
- (670749) 2013 YD71
- (670750) 2013 YO71
- (670751) 2013 YJ73
- (670752) 2013 YK73
- (670753) 2013 YN75
- (670754) 2013 YC77
- (670755) 2013 YO77
- (670756) 2013 YD80
- (670757) 2013 YL80
- (670758) 2013 YX82
- (670759) 2013 YT84
- (670760) 2013 YJ86
- (670761) 2013 YX86
- (670762) 2013 YC87
- (670763) 2013 YK87
- (670764) 2013 YM91
- (670765) 2013 YJ93
- (670766) 2013 YY101
- (670767) 2013 YE104
- (670768) 2013 YP104
- (670769) 2013 YY107
- (670770) 2013 YM110
- (670771) 2013 YQ110
- (670772) 2013 YT111
- (670773) 2013 YF112
- (670774) 2013 YW117
- (670775) 2013 YC120
- (670776) 2013 YR121
- (670777) 2013 YU123
- (670778) 2013 YZ124
- (670779) 2013 YS126
- (670780) 2013 YV134
- (670781) 2013 YA137
- (670782) 2013 YZ137
- (670783) 2013 YA139
- (670784) 2013 YK142
- (670785) 2013 YY153
- (670786) 2013 YP155
- (670787) 2013 YN158
- (670788) 2013 YO162
- (670789) 2013 YZ163
- (670790) 2013 YA164
- (670791) 2013 YV165
- (670792) 2013 YJ169
- (670793) 2014 AF
- (670794) 2014 AK
- (670795) 2014 AS
- (670796) 2014 AA5
- (670797) 2014 AF6
- (670798) 2014 AK8
- (670799) 2014 AU16
- (670800) 2014 AA21
- (670801) 2014 AN21
- (670802) 2014 AZ23
- (670803) 2014 AP26
- (670804) 2014 AZ28
- (670805) 2014 AV33
- (670806) 2014 AO35
- (670807) 2014 AJ38
- (670808) 2014 AF40
- (670809) 2014 AF41
- (670810) 2014 AP45
- (670811) 2014 AY48
- (670812) 2014 AT50
- (670813) 2014 AY51
- (670814) 2014 AW52
- (670815) 2014 AN53
- (670816) 2014 AP53
- (670817) 2014 AM55
- (670818) 2014 AU55
- (670819) 2014 AD58
- (670820) 2014 AM59
- (670821) 2014 AP60
- (670822) 2014 AX61
- (670823) 2014 AG62
- (670824) 2014 AP65
- (670825) 2014 AJ66
- (670826) 2014 AQ67
- (670827) 2014 AZ69
- (670828) 2014 BM
- (670829) 2014 BU2
- (670830) 2014 BD4
- (670831) 2014 BW8
- (670832) 2014 BD11
- (670833) 2014 BF21
- (670834) 2014 BX21
- (670835) 2014 BK29
- (670836) 2014 BC32
- (670837) 2014 BK33
- (670838) 2014 BB34
- (670839) 2014 BM35
- (670840) 2014 BG38
- (670841) 2014 BP42
- (670842) 2014 BG43
- (670843) 2014 BK45
- (670844) 2014 BM47
- (670845) 2014 BF52
- (670846) 2014 BD53
- (670847) 2014 BE53
- (670848) 2014 BJ54
- (670849) 2014 BY54
- (670850) 2014 BN55
- (670851) 2014 BU62
- (670852) 2014 BA63
- (670853) 2014 BK67
- (670854) 2014 BP67
- (670855) 2014 BY67
- (670856) 2014 BJ69
- (670857) 2014 BD70
- (670858) 2014 BK70
- (670859) 2014 BN70
- (670860) 2014 BU70
- (670861) 2014 BJ71
- (670862) 2014 BS72
- (670863) 2014 BG73
- (670864) 2014 BN73
- (670865) 2014 BU73
- (670866) 2014 BC75
- (670867) 2014 BW75
- (670868) 2014 BE82
- (670869) 2014 BU83
- (670870) 2014 BP85
- (670871) 2014 BJ86
- (670872) 2014 CM3
- (670873) 2014 CO4
- (670874) 2014 CT8
- (670875) 2014 CJ11
- (670876) 2014 CF12
- (670877) 2014 CP16
- (670878) 2014 CP20
- (670879) 2014 CU29
- (670880) 2014 CA30
- (670881) 2014 DJ
- (670882) 2014 DH1
- (670883) 2014 DM1
- (670884) 2014 DV2
- (670885) 2014 DH3
- (670886) 2014 DW3
- (670887) 2014 DG7
- (670888) 2014 DH13
- (670889) 2014 DP13
- (670890) 2014 DV14
- (670891) 2014 DD19
- (670892) 2014 DF22
- (670893) 2014 DM24
- (670894) 2014 DX25
- (670895) 2014 DG27
- (670896) 2014 DX32
- (670897) 2014 DD41
- (670898) 2014 DW41
- (670899) 2014 DZ44
- (670900) 2014 DT49
- (670901) 2014 DD50
- (670902) 2014 DH51
- (670903) 2014 DK51
- (670904) 2014 DF52
- (670905) 2014 DN60
- (670906) 2014 DG61
- (670907) 2014 DV61
- (670908) 2014 DC63
- (670909) 2014 DQ63
- (670910) 2014 DA65
- (670911) 2014 DL66
- (670912) 2014 DA72
- (670913) 2014 DO74
- (670914) 2014 DW74
- (670915) 2014 DC75
- (670916) 2014 DB81
- (670917) 2014 DC81
- (670918) 2014 DL86
- (670919) 2014 DF87
- (670920) 2014 DM93
- (670921) 2014 DJ94
- (670922) 2014 DT95
- (670923) 2014 DB97
- (670924) 2014 DE98
- (670925) 2014 DQ98
- (670926) 2014 DU100
- (670927) 2014 DE104
- (670928) 2014 DJ104
- (670929) 2014 DN106
- (670930) 2014 DM109
- (670931) 2014 DJ112
- (670932) 2014 DU115
- (670933) 2014 DO116
- (670934) 2014 DD130
- (670935) 2014 DN130
- (670936) 2014 DF131
- (670937) 2014 DZ133
- (670938) 2014 DP135
- (670939) 2014 DY136
- (670940) 2014 DV138
- (670941) 2014 DP140
- (670942) 2014 DY140
- (670943) 2014 DJ144
- (670944) 2014 DO145
- (670945) 2014 DO148
- (670946) 2014 DS148
- (670947) 2014 DH149
- (670948) 2014 DT150
- (670949) 2014 DJ151
- (670950) 2014 DF152
- (670951) 2014 DS154
- (670952) 2014 DH156
- (670953) 2014 DX156
- (670954) 2014 DO157
- (670955) 2014 DC158
- (670956) 2014 DR159
- (670957) 2014 DX161
- (670958) 2014 DJ165
- (670959) 2014 DE166
- (670960) 2014 DZ166
- (670961) 2014 DB169
- (670962) 2014 DN172
- (670963) 2014 DR173
- (670964) 2014 DO175
- (670965) 2014 DJ177
- (670966) 2014 DQ177
- (670967) 2014 DF182
- (670968) 2014 DN183
- (670969) 2014 DA184
- (670970) 2014 DW184
- (670971) 2014 DB185
- (670972) 2014 DV185
- (670973) 2014 DH186
- (670974) 2014 DJ187
- (670975) 2014 DB188
- (670976) 2014 DB194
- (670977) 2014 EN2
- (670978) 2014 ER2
- (670979) 2014 ET3
- (670980) 2014 EH6
- (670981) 2014 EC7
- (670982) 2014 EU7
- (670983) 2014 EW10
- (670984) 2014 EH12
- (670985) 2014 EB14
- (670986) 2014 EL17
- (670987) 2014 EA20
- (670988) 2014 EA23
- (670989) 2014 ER25
- (670990) 2014 EW30
- (670991) 2014 EX32
- (670992) 2014 EP34
- (670993) 2014 EZ36
- (670994) 2014 EB37
- (670995) 2014 EN37
- (670996) 2014 EO40
- (670997) 2014 EQ46
- (670998) 2014 EY47
- (670999) 2014 EP48
- (671000) 2014 EG49